# Amfilochiusz (Bondarienko)
Amfilochiusz, imię świeckie Andriej Anatoljewicz Bondarienko (ur. 24 czerwca 1969) – biskup Rosyjskiego Kościoła Prawosławnego.

## Życiorys
W latach 1987–1989 odbywał zasadniczą służbę wojskową. Od 1991 służył jako lektor w cerkwi Trójcy Świętej w Tiekieli. W 1996 ukończył szkołę duchowną w Ałmaty. W 2011 ukończył seminarium duchowne w Tomsku.
22 maja 1994 został wyświęcony na diakona, zaś 25 maja – na kapłana; święceń udzielał mu arcybiskup ałmacki i siemipałatyński Aleksy. Od 1994 służył w cerkwi św. Eliasza w Sieriebriańsku. Cztery lata później złożył wieczyste śluby mnisze przed ihumenem Platonem (Diwienko), przełożonym monasteru Trójcy Świętej w Ust-Kamienogorsku. W 1998 został proboszczem parafii Opieki Matki Bożej w tymże mieście, zaś od 1999 – dziekanem dekanatu ust-kamienogorskiego. W 2007 został proboszczem parafii przy będącym w budowie soborze Zwiastowania w Pawłodarze oraz dziekanem dekanatu pawłodarskiego. Od 2010 służył w cerkwiach Ałmaty.
Współpracuje z zachodniokazachstańskim muzeum etnograficznym, specjalizując się w tematyce religii i etnografii słowiańskich ludów zachodniego Kazachstanu. Zasiadał w Zgromadzeniu Ludowym Kazachstanu.
27 grudnia 2011 został nominowany na biskupa ust-kamienogorskiego i semipałatyńskiego; 1 stycznia 2012 otrzymał godność archimandryty. Jego chirotonia biskupia odbyła się w cerkwi św. Dymitra Sołuńskiego w Moskwie z udziałem patriarchy moskiewskiego i całej Rusi Cyryla, metropolitów krutickiego i kołomieńskiego Juwenaliusza, astańskiego i kazachstańskiego Aleksandra oraz biskupa sołniecznogorskiego Sergiusza.